# Angel (Band)
Angel ist eine US-amerikanische Glam- und Hard-Rock-Band aus Washington, D.C.

## Geschichte

### 1975–1981
Die Band formierte sich im Jahr 1975 mit folgender Besetzung: Punky Meadows (Gitarre), Mickie Jones (Bass), Frank DiMino (Gesang), Gregg Giuffria (Keyboard) und Barry Brandt (Schlagzeug). Ihre ersten musikalischen „Gehversuche“ erfolgten unter dem Namen Sweet Mama from Heaven. Schon nach kurzer Zeit benannten sie sich in Angel um, eine Hommage an das gleichnamige Lied von Jimi Hendrix. Sie spielten lokale Clubshows, bis sie Gene Simmons von Kiss entdeckte und sie bei seinem Management unter Vertrag nehmen wollte. David Joseph war aber bereits Manager der Band und bereitete gerade die Aufnahmen für das Debütalbum vor. Dazu zogen die Bandmitglieder nach Los Angeles und nahmen mit den Produzenten Derek Lawrence und Big Jim Sullivan die Lieder auf. Ihr Manager bezahlte die Aufnahmen aus eigener Tasche. Über die Empfehlung von Simmons gelangten die Aufnahmen zu Casablanca Records, die die Band unter Vertrag nahmen und das selbstbetitelte Debütalbum veröffentlichten. Das Album orientierte sich vor allem an Kiss, waren aber progressiver ausgerichtet.
Die Band trat ausschließlich in weiß auf, was einen Kontrast zu Kiss darstellen sollte. Außerdem bezogen die Bandmitglieder ein androgynes Image, was ein Markenzeichen für den Glam Rock war.
Nach einer Tournee brachte die Band ein weiteres Album namens Helluva Band (1976) heraus und wurde vom Musikmagazin Circus zum besten Newcomer gewählt. Sie ließen Heart und Boston hinter sich. Das dritte Album wurde schließlich mit Eddie Kramer aufgenommen und erschien 1977 unter dem Titel On Earth as It Is in Heaven. Die Band entwickelte sich mit diesem Album von einer typischen Glam-Rock-Band zu einer Hard-Rock-Band. Nach einer weiteren Tour stieg Mickey Jones aus und musste durch Felix Robinson ersetzt werden. White Hot von 1978 zeigte die Band als gewachsene Musikgruppe, die sich nun vollständig vom Glam verabschiedet hatte. Die Single Ain’t Gonna Eat Out My Heart Anymore (eine Coverversion der Rascals) erreichte Platz #44 der US-Billboard-Charts.
1978 konnte Angel in Deutschland zumindest einen Radiohit landen. Ihr Wintersong schaffte es bis auf Platz 3 der Radiohitparade WDR2-Schlagerrallye im Januar des Jahres.
Sinful von 1979 war dann ein reines Pop-Album, das aber nicht an den Erfolg des Vorgängers anknüpfen konnte. 1980 erschienen zwei Angel-Lieder auf dem Soundtrack zu dem Film Jeanies Clique, danach folgte das Live-Album Live Without a Net. Danach löste sich die Band auf.

### Nach der Auflösung
Frank DiMino sang 1983 das Lied Seduce Me Tonight für den Flashdance-Soundtrack ein und widmete sich anderen Projekten. Auch die restlichen Bandmitglieder versuchten ihr Glück in anderen Bands, so schloss sich Felix Robinson White Lion an. Gregg Giuffria gründete seine eigene Band Giuffria, die sich später, unter der Regie von Gene Simmons, in House of Lords umbenannten. 1987 unternahm Angel ohne Giuffria einen Reunion-Versuch, der aber über das Demostadium nicht hinauskam. Alle Bandmitglieder kehrten daraufhin ins bürgerliche Leben zurück.
Im September 2009 verstarb Bassist Mickie Jones an Krebs.

### Reunion
1998 gründeten sich Angel neu. Frank DiMino und Barry Brandt sind noch vom Original-Line-up übrig geblieben. Randy Gregg (Bass), Steve Blaze (Gitarre) und Michael T. Ross (Keyboards) komplettierten die Besetzung. In the Beginning, das Album nach der Reunion, enthielt außerdem Gastbeiträge von Punky Meadows und Felix Robinson. Die Band tourte danach und spielte auf einigen Festivals, wie dem Bang Your Head und Sweden Rock.

## Diskografie

### Alben
- 1975: Angel
- 1976: Helluva Band
- 1977: On Earth as It Is in Heaven
- 1978: White Hot
- 1979: Sinful (geringe Auflage als Bad Publicity)
- 1980: Live Without a Net
- 1999: In the Beginning
- 2001: Angel: Live in Sweden featuring Gordon G.G. Gebert
- 2019: Risen

### Kompilationen
- 1989: Can You Feel It
- 1992: An Anthology
- 2000: Angel: The Collection
- 2006: Angel: The Singles Collection Volume 1
- 2006: Angel: The Singles Collection Volume 2